# 彼得·瑞斯
彼得·基斯顿·瑞斯 AM (1950年7月15日 – 2022年11月8日)，澳大利亚政治人物，1982年至1983年和1984年至2001年担任众议院议员，代表自由党，1990年至1993年担任该党副领袖，并在霍华德政府中担任部长。
瑞斯出生于墨尔本，在蒙纳士大学学习法律。他居于维多利亚州考斯，于1976年至1981年间在菲利普岛郡议会任职（曾担任过一段时期的郡长）。瑞斯在1982年弗林德斯补选中当选为议会议员，后在1983年联邦选举中失去席位，但在次年又赢回了席位。 1990年，瑞当选为约翰·休森领导下的自由党副领袖。1993年大选后，瑞斯被迈克尔·伍德里奇取代。在霍华德政府中，里斯曾担任劳资关系部长（1996-1997）、小型企业部长（1997-2001）、就业和劳动力关系部长（1998-2001），最后从2001年1月起担任国防部长，直至任期结束。 2001年大选时退休。离开政坛后，他担任公司董事和政治评论员。

## 早年生活
瑞斯于1950年7月15日出生于墨尔本，曾就读于布莱顿语法学校和蒙纳士大学，在大学里获得经济学和法学学士学位。他首先在墨尔本从事律师职业，随后又到菲利普岛的一个小镇考斯从事律师职业。他于1976起首次当选为菲利普岛郡议员，并于1981年（郡议员任期最后一年）当选郡长。
于菲利普岛居住期间，瑞斯支持建立了私立学校纽黑文大学，同时他也是一个企鹅研究所的主要支持者。

## 政治生活
瑞斯于1966年加入自由党。1981年12月，自由党前副领袖菲利普·林奇爵士辞职后，他代表该党进入众议院，在弗林德斯补选中赢得席位。
三个月后，瑞斯在1983年3月的大选中失去席位，其后在1984年12月的选举中重新获得了席位，这次选举中自由党的立场发生了重大转变，瑞斯在该次选举之后履职17年。
除了1993年的几个月外，瑞斯从1987年到1996年担任影子部长，职位包括住房部长、体育和娱乐部长，以及在1988年担任的律政司司长。在担任律政司司长期间，他在1988 年宪法公投中带头“反对”并获得成功。
他还曾担任国防部和外交部的影子部长。1990年联邦大选中，安德鲁·皮科克领导下的自由党惨败，皮科克随后辞去领袖职务，瑞斯遂亲自寻求该职务，但被约翰·休森以62票对13票击败。
休森获胜后，瑞斯当选为反对党副领袖，并被任命为影子财务主管（1990年至1993年），与休森等人一起策划“反击”政策，其中包括商品及服務稅政策的改革。
1991年，执政党工党遭遇领导危机，瑞斯为五位财务主管提供技术协助。
1990年、1991年和1992年提交预算报告时，里斯担任影子财务主管，每次预算的提交均由不同的财务主管负责。
1993年自由党在选举中失败，瑞斯辞去了影子财务主管的职务，并在选举后的投票中失去自由党副领袖职位，由迈克尔·伍德里奇取代。
瑞斯的副领袖职位另有五名竞争者，其中就包括伍尔德里奇，里斯没有赢得足够的选票以使他进入最终投票。约翰·霍华德在1996年大选中取得压倒性胜利后，瑞斯被任命为劳资关系部长兼众议院领袖。他是霍华德内阁中最著名和最有影响力的成员之一，职责包括起草和实施政府的劳资关系政策，其中他于1998年澳大利亚海滨争端后进行的重大生产力改革甚为著名，其处理纠纷的方式包括试图起用曾在迪拜受训的澳大利亚武装部队人员接管海滨工作，后来又雇佣保安带着狗将海滨工人驱离工作地点，但未获成功。在帕特里克公司与澳大利亚海事工会的竞争中，他大力支持帕特里克公司，遭到工会和澳大利亚工党的强烈反对。纠纷最终在法院得到解决，判决对工会有利，双方亦正在根据法院的指示就新的企业协议进行谈判。
瑞斯还引入并实施了公共服务制度改革、针对小企业的一系列重大改革以及针对澳大利亚土著的创新就业计划。
1994年，还隶属于反对党的瑞斯对全民公投的公民提案表示支持，但其他同党人士并未发表支持意见，而国家党领袖蒂姆·费舍尔将此提案描述为“立法癌症”。
在1999年澳大利亞共和制公投中，瑞斯主张将澳大利亚建设为共和制国家，并赞成总统应通过直接选举选出的想法。
2000年，瑞斯的电话卡的被指总共产生了5万澳元的费用，瑞斯因此受到调查。他承认，由于他的儿子获取了与该卡相关的PIN码，并用于拨打电话，产生了约1,000美元的费用而在电话卡丑闻发生之前，瑞斯曾被认为是霍华德的潜在继任者。
2000年，霍华德将瑞斯调任为国防部长。次年，瑞斯宣布即将退休，没有参加2001年的选举。在该次竞选后期，霍华德政府指控有寻求庇护者为了确保能够进入澳大利亚而将儿童扔下船，瑞斯被指与该事件有关联，但后来该指控被认为证据不足。瑞斯在2008年11月和12月在澳大利亚放映的系列纪录片《霍华德岁月（The Howard Years）》、2011 年 7 月的《漏船（Leaky Boat）》以及2012年洛吉奖获奖纪录片《回到你来的地方（Go Back to Where You Came From）》中就此事发表了公开声明。瑞斯在弗林德斯的议员职位由自由党人士格雷格·亨特接替，国防部长则由参议员罗伯特·希尔接替。

## 离开议会之后
离开议会后，瑞斯从事了许多兼职，包括为悉尼一间政府关系公司、主要国防物资供应商特尼克斯防務等提供咨询服务。2003年至2009年，他担任欧洲复兴开发银行（总部位于伦敦）的执行董事，代表澳大利亚、韩国、埃及和新西兰。在伦敦期间，瑞斯还是一个独立委员会的成员，该委员会向卡梅伦反对派报告英国税收改革的情况。
2011年，瑞斯为自由党撰写了一份关于2010年的选举报告，并与艾伦·斯托克代尔（曾于1990年代任维多利亚州财政部长）竞争自由党主席职位，以一票之差（56∶57）落败。自由党领袖托尼·阿博特被摄像机拍到为斯托克代尔投了支持票。 2013年，瑞斯担任维多利亚天然气市场审查部门主席，该部门最后将审查报告提交给了那凡政府。
从 2014 年起，瑞斯每周为《雪梨晨鋒報》撰稿，并担任澳大利亚天空新闻的政治评论员，定期出现在节目《AM agenda》和《The Cabinet》中。2016年4月，由于一档节目的主持人格雷厄姆·理查森正因接受手术而休假，瑞斯开始代替理查森，与彼得·贝蒂共同主持该节目。
2016年4月，瑞斯在南澳大利亚州注册为一名政治游说者，代表该区的比奇特尔公司和杰富仕保管服务公司。
2017年3月，瑞斯疑似出现脑部出血并因此住院，取消了与迈克尔·克罗格进行的自由党主席职位竞选计划。 在此之前，州反对党领袖马修·盖伊曾表示支持该场竞选的进行，因为一些人认为权力掮客马库斯·巴斯蒂安的分支堆积已经不受控制。

## 个人生活与逝世
2022年11月8日，瑞斯因阿尔茨海默病并发症在墨尔本去世，享年72岁